# Robert Rudiak
Robert Rudiak (ur. 24 lipca 1966 w Zielonej Górze) – polski poeta, prozaik, publicysta, prasoznawca, medioznawca, regionalista i krytyk literacki, doktor nauk humanistycznych.

## Biografia
Ukończył filologię polską w Wyższej Szkole Pedagogicznej im. Tadeusza Kotarbińskiego w Zielonej Górze oraz studia podyplomowe: zarządzanie kadrami i gospodarką finansową przedsiębiorstw na Wydziale Ekonomii Akademii Ekonomicznej w Poznaniu, administrację na Wydziale Prawa i Administracji Uniwersytetu Adama Mickiewicza w Poznaniu, informację naukową i bibliotekoznawstwo na Uniwersytecie Zielonogórskim oraz zarządzanie ochroną informacji niejawnych również na Uniwersytecie Zielonogórskim, a także nauczanie etyki i filozofii w Wyższej Szkole Kształcenia Zawodowego we Wrocławiu. Ukończył także studia menadżerskie Executive Master of Business Administration w Wyższej Szkole Bankowej we Wrocławiu. Pracę doktorską obronił na Wydziale Filologicznym Uniwersytetu Wrocławskiego.
Redaktor i zastępca redaktora naczelnego pisma studenckiego WSP „Faktor” (1986–1990), pisma młodej inteligencji „Enigma” na Uniwersytecie Warszawskim (1989–1990), miesięcznika społeczno-kulturalnego „Lubuskie Nadodrze” (2002–2003) i redaktor naczelny lubuskiego pisma samorządowego „Region” (2009–2010) Współpracuje z kwartalnikami „Pro Libris” (od 2016), „Pasje Literackie” (od 2019) i „ReWiry” (od 2020) w Poznaniu. Był także redaktorem Akademickiego Studia Radiowego „Maczek” i Studenckiego Studia Radiowego „WySPa” w latach 1987–1988.
Był członkiem Klubu Literackiego Lubuskiego Towarzystwa Kultury (1988–1991) i Grupy Działań Artystycznych „Budowa II” (1988–1990). Należy do Związku Literatów Polskich od 1992 roku. Od 1998 r. członek Zarządu Oddziału ZLP w Zielonej Górze, w latach 2015–2019 wiceprezes, a od 2019 prezes oddziału. Należał także do Lubuskiego Stowarzyszenia Twórców i Animatorów Kultury „Parnas” (2007–2008) w Zielonej Górze, Lubuskiego Stowarzyszenia Promocji Kultury „Pro Arte” w Zielonej Górze (2008–2009). Od 2008 r. jest członkiem Zarządu Lubuskiego Stowarzyszenia Miłośników Działań Kulturalnych „Debiut”, a w latach 2016–2018 był prezesem „Debiutu”, które organizuje Międzynarodowy Otwarty Konkurs na Rysunek Satyryczny (od 2008 r.) oraz współorganizuje Festiwale Filmu i Teatru „Kozzi Gangsta” (od 2012 r.), Festiwale Literackie „Proza Poetów” im. Anny Tokarskiej w Zielonej Górze, konkursy na debiut poetycki dla młodych, cykl produkcji filmowych o pisarzach lubuskich oraz wydaje książki i katalogi. Stowarzyszenie „Debiut” dwukrotnie uhonorowano nagrodą Ale Sztuka! (2013 i 2014).

## Twórczość
Debiutował felietonem w „Faktorze” w 1987 r. Wydał plakat poetycki Poster ’88 (WSP, Zielona Góra 1988), arkusze poetycko-plastyczne: Austeigen (BWA, Zielona Góra 1988) i Barwy grzechu (WSP, Zielona Góra 1989) oraz tomiki, zbiory wierszy i szkice historycznoliterackie. Wiersze publikował m.in. w almanachu młodej poezji zielonogórskiej Rozpoznani spośród (Zielona Góra-Wrocław1997), w antologiach poezji lubuskiej Mieszkam w wierszu (Zielona Góra 2001) i Od słowa do słowa (Zielona Góra 2006) oraz ogólnopolskiej antologii poezji religijnej Krzyż – Drzewo Kwitnące (Warszawa 2000).
Artykuły publicystyczne, eseje, recenzje krytycznoliterackie, szkice historycznoliterackie i opracowania naukowe publikował m.in. w „Komunikatach Nadodrzańskich”, „Lubuskim Nadodrzu”, „Pegazie Lubuskim”, „Pro Libris”, „Studiach Zielonogórskich”, „Edukacji Humanistycznej”, „Slavii Orientalis”, „Germanistyce”, „Orbis Linguarum”, „Zielonogórskich Studiach Bibliotekoznawczych”, „Liry-Dram”, „Bibliotekarzu Lubuskim”, „Filologii Polskiej”, „Autografie”, „Na Winnicy”, „Odrze”, „Własnym Głosem”, „Inspiracjach”, „ReWirach”, „Pasjach Literackich”, „In Gremium. Studia nad Historią, Kulturą i Polityką”, „Literacie Krakowskim”, „Studiach Zachodnich”, „Gazecie Kulturalnej”, „Nowym Napisie”, „Migotaniach”, „Merkuriuszu Regionalnym” i „Ziemi Lubuskiej”.
Wiersze zamieszczał na łamach m.in: „Studenta”, „Iglicy”, „Nadodrza”, „Gazety Lubuskiej”, „Twórczości Robotników”, „Gospodyni”, „Pegaza Lubuskiego”, „Pro Libris”, „Tygodnika Opoczyńskiego”, „Grona”, „Głosu Nauczycielskiego”, „Zielonogórskiej Gazety Nowej”, „Naszego Dziennika”, „Poezji Dzisiaj”, „Śląska”, „ReWirów”, „Pasji Literackich” i na portalach internetowych: Nowy Napis, Poezja Polska, Pisarze.pl, Truml, Poema i Stela oraz na stronach ZG ZLP (Czytelnia) i Oddziału ZLP w Zielonej Górze oraz Telewizji Puls, TV-51 i TVP Dolnośląskiej. 
Laureat kilkudziesięciu ogólnopolskich i międzynarodowych konkursów literackich w kraju i za granicą m.in. w Wiedniu, Warszawie, Częstochowie, Szczecinie, Białymstoku, Olsztynie, Mikołowie, Wąglanach, Świdniku, Radomiu, Lęborku, Siedlcach, Gorzowie Wlkp., Lubinie, Konstantynowie Łódzkim i Przęczewie.
W 1996 roku zbiór wierszy Herodiada nominowany był do nagrody Lubuski Wawrzyn Literacki w dziedzinie poezji, a w 1999 r. jego tomiki poetyckie Martwy pejzaż osobisty i Europa po nocy zostały wyróżnione w VI edycji Nagrody Literackiej przyznawanej przez redakcję tygodnika „Głos Nauczycielski”, natomiast wiersze z tomiku Przeklęci & święci przez Wydawnictwo „Anagram” w Warszawie.
Wystawił instalacje plastyczne Austeigen w Galerii PO w Zielonej Górze w 1988 roku oraz Barwy grzechu w Galerii WSP w Zielonej Górze w 1989 roku oraz montaż poetycki Po drugiej stronie unicestwienia w Galerii PO w 1990 roku oraz oparte na jego wierszach przedstawienie Misterium żydowskie w Wojewódzkiej i Miejskiej Bibliotece Publicznej w Zielonej Górze oraz w Klubie Myśli Twórczej „Lamus” w Gorzowie Wielkopolskim w 1995 roku. Wraz z grupą Budowa II zorganizował m.in. happening Cztery strony w Krakowie (klub Forum) w 1988 r., performance Traktat nihilistyczny w Zielonej Górze (klub Gęba) w 1988 r., spektakl parateatralny Miasto znów nas urodzi w Warszawie (klub Stodoła) w 1989 r. oraz instalacje plastyczne Piramida, Płonąca żyrafa, Sen konia trojańskiego, happeningi Wypadek, Agonia słowa, Głód poezji?, performance Narodziny wszechświata i Traktat nihilistyczny w Świnoujściu podczas festiwalu FAMA w 1989 r. Był kuratorem wystawy Janusz Koniusz. Twórca i działacz (2018) oraz zrealizował film biograficzny o dr. Michale Kaziowie Radość życia (2017). Prowadził Salon Literacko-Naukowy w klubie „słodko-gOrzka”, w ramach którego odbywały się spotkania z pisarzami, wieczory autorskie i promocje książek. Był redaktorem serii debiutów poetyckich oraz tomików pokonkursowych wydawanych przez Kożuchowski Ośrodek Kultury i Sportu „Zamek” w latach 2004–2015. Był organizatorem corocznych edycji Zielonogórskiego Slamu Poetyckiego w latach 2016-2018.

## Odznaczenia i wyróżnienia
- Brązowy Krzyż Zasługi (2023)
- Brązowy medal „Zasłużony Kulturze Gloria Artis” (2021)

- Odznaka Honorowa „Zasłużony dla Kultury Polskiej” (2017)

- Odznaka Honorowa za Zasługi dla Województwa Lubuskiego (2021)[2]
- Złoty Medal Prezydenta Miasta Zielona Góra (2023)
- Nagroda Kulturalna Prezydenta Miasta Zielona Góra (2007, 2019)
- Złota Odznaka Honorowa Związku Literatów Polskich (2021)
- Lubuska Nagroda Literacka ZLP (2011)
- Zielonogórska Nagroda Literacka „Winiarka” (2015)
- Nagroda Literacka im. Andrzeja K. Waśkiewicza (2016)
- Nagroda Kulturalna Marszałka Województwa Lubuskiego (2023)
- Mały Eryk – Nagroda Stowarzyszenia Polskich Artystów Karykatury w Warszawie (2019)
- Nominowany do Lubuskiego Wawrzynu Literackiego (1995) i Nagrody Literackiej im. Jarosława Iwaszkiewicza (2021)[3].

## Publikacje
Poezja
- Poster poetycki '88 (WSP, Zielona Góra 1988)
- Austeigen (BWA, Zielona Góra 1988)
- Barwy grzechu (WSP, Zielona Góra 1989)
- Unicestwienie (LTK, Zielona Góra 1991)
- Taniec hipochondryczny (WSP-TK, Zielona Góra 1991)
- Herodiada (IBiS, Warszawa 1995)
- Martwy pejzaż osobisty (ZLP, Zielona Góra 1997)
- Europa po nocy (RCAK, Zielona Góra 1999)
- Przeklęci & święci (Pro Libris, Zielona Góra 1999)
- Prywatny koniec świata (ZLP, Zielona Góra 2003)
- Replika (ZLP-KOKiS, Zielona Góra-Kożuchów 2004)
- Zaproszenie do samobójstwa (ZLP, Zielona Góra 2007)
- Imaginacje (2009, wyd. internetowe)
- Trans-umieralnia (2010, wyd. internetowe)
- Robactwo (2010, wyd. internetowe)
- Gehenna (Sowello, Rzeszów 2017)
- Seans spirytystyczny (Anagram, Warszawa 2025)

Proza
- Umieralnia (TMZG Winnica, Zielona Góra 2016)

Prace naukowe, monografie i szkice historycznoliterackie
- Cztery dekady. 40 lat oddziału ZLP w Zielonej Górze (wspólnie z J. Koniuszem i A.K. Waśkiewiczem, ZLP, Zielona Góra 2002)
- Ruch literacki na Środkowym Nadodrzu w XX i XXI wieku (Uniwersytet Zielonogórski, Zielona Góra 2015)
- Życie literackie na Ziemi Lubuskiej w latach 1945–2000 (Wojewódzka i Miejska Biblioteka Publiczna im. C. Norwida, Zielona Góra 2015)
- Prasa, wydawnictwa i wydarzenia literackie w Zielonej Górze i regionie (Polskie Towarzystwo Historyczne, ZLP, Zielona Góra 2018)
- Baśnie, legendy i podania Ziemi Lubuskiej. Szkic monograficzny (Polskie Towarzystwo Historyczne, ZLP, Zielona Góra 2018)
- Ruch literacki na Środkowym Nadodrzu w XX i XXI wieku (Związek Literatów Polskich, Zielona Góra 2019 – wydanie II poszerzone i uzupełnione)
- Fenomen Michała Kaziowa. Monografia (Związek Literatów Polskich, Zielona Góra 2019)
- Parnas lubuski i okolice. Studia, szkice i eseje (Związek Literatów Polskich, Zielona Góra 2020)
- Helikon lubuski. Studia, szkice i recenzje krytycznoliterackie (Związek Literatów Polskich, Zielona Góra 2023)
- Mitologia Ziemi Lubuskiej i Łużyc. Monografia o wierzeniach, mitach, legendach, podaniach i baśniach słowiańskich i germańskich (Polskie Towarzystwo Historyczne, ZLP, Zielona Góra 2023)

Powieść
- Via Crucis (2001, opublikowana w Internecie)

Opracowania redakcyjne w ramach Biblioteki GDA „Budowa II”
- Grupa Działań Artystycznych „Budowa”. Październik 1988-styczeń 1989 [katalog poetycko-plastyczny nr 2] (GDA „Budowa II”, Zielona Góra 1989);
- Grupa Działań Artystycznych „Budowa II”. 1988–1989 [katalog informacyjny nr 3-4] (GDA „Budowa II”, Zielona Góra 1989);
- I Ogólnopolski Konkurs Poetycki „Bachanalia’89”. Wiersze nagrodzone [wspólnie z R. Gromadzkim], z serii Arkusze Poetyckie Klubu WSP „Gęba” i GDA „Budowa II” (WSP, Zielona Góra 1989);
- Krzysztof Fedorowicz, Odcienie (GDA Budowa II, Zielona Góra 1989);
- Dorota Roszkowska, Miłość ma oddech agonii (GDA Budowa II, Zielona Góra 1989);
- Anna Barszczewska, Smak powietrza (GDA Budowa II, Zielona Góra 1989);
- Anna Piwkowska, Viviana (GDA Budowa II, Zielona Góra 1989);
- Janusz Leppek, Anarchista (GDA Budowa II, Zielona Góra 1989);
- Antoni Pawlak, Zamiast (GDA Budowa II, Zielona Góra 1989);
- Dada rzyje – poeci nowodadaistyczni (GDA Budowa II, Zielona Góra 1989);
- Bachanalia ‘89 – wiersze nagrodzone w I Ogólnopolskim Konkursie Poetyckim (GDA Budowa II, Zielona Góra 1989)

Opracowania redakcyjne, wstępy, posłowia
- Anna Maria Szewczuk, Wierzę (Wyd. Organon, Zielona Góra 2003);
- Krzysztof Łukasz Swereda, Marzenie (KOKiS Zamek, Kożuchów 2004);
- Katarzyna Szwarc, Wibracje duszy (KOKiS Zamek, Kożuchów 2004);
- Marta Rużyłowicz, To, co w duszy (KOKiS Zamek, Kożuchów 2004);
- Sylwia Sztuczka, Wodospady myśli (KOKiS Zamek, Kożuchów 2005);
- Kazimierz Wysocki, Moje wierzenie (KOKiS Zamek, Kożuchów 2005);
- Arleta Jankowska, Barwy życia (KOKiS Zamek, Kożuchów 2005);
- Robert Rubacha, Oczy (KOKiS Zamek, Kożuchów 2006);
- Krzysztof Łukasz Swereda, Głos milczenia (KOKiS Zamek, Kożuchów 2006);
- Agata Komorowska, Międzysercowa (KOKiS Zamek, Kożuchów 2006);
- Bronisław Suzanowicz, Moje życie w Nowym Dworze – z ziem utraconych do ziem odzyskanych. Wspomnienia z lat 1939–1946 w Nowogródzkiem (Wyd. RCAK, Zielona Góra 2007);
- Anna Maria Szewczuk, Kryształowe myśli (ZLP, Zielona Góra 2007);
- Agata Komorowska, Obiektywem pod słońce (Kraków 2008);
- Maria Jolanta Fraszewska, Z wiatrem (Wyd. RCAK, Zielona Góra 2009);
- I Konkurs poetycki Najpiękniejszy wiersz miłosny (KOKiS Zamek, Kożuchów 2009);
- II Konkurs poetycki Najpiękniejszy wiersz miłosny „Walentynki” (KOKiS Zamek, Kożuchów 2010);
- III Konkurs poetycki Najpiękniejszy wiersz miłosny „Wiosenna miłość” (KOKiS Zamek, Kożuchów 2011);

- I wspomnisz, i pomyślisz o mnie... Pamiątkowa księga wierszy członków ZLP (wspólnie z J. Koniuszem, Organon, Zielona Góra 2011)

- IV Konkurs poetycki Najpiękniejszy wiersz miłosny „Wakacyjna miłość” (KOKiS Zamek, Kożuchów 2013);
- V Konkurs poetycki Najpiękniejszy wiersz miłosny „Różne odcienie miłości” (KOKiS Zamek, Kożuchów 2014);
- VI Konkurs poetycki Najpiękniejszy wiersz miłosny (KOKiS Zamek, Kożuchów 2013);
- Janusz Koniusz, Wiersze ostatnie (ZLP Zielona Góra 2017);

- Historia Otwartego Międzynarodowego Konkursu na Rysunek Satyryczny (1986–2018) (Wojewódzka i Miejska Biblioteka Publiczna im. C. Norwida, Zielona Góra 2018);
- Nadzieja kwitnie dłużej... Księga wierszy i prozy wydana z okazji Roku Praw Kobiet (wspólnie z A. Sołtysiak, ZLP, Zielona Góra 2018);
- Ada Edelman, Sny. Czego możemy się z nich dowiedzieć? (WK, Białystok 2020);
- Literackie początki… Wypowiedzi i utwory pisarzy lubuskich (ZLP, Zielona Góra 2021);
- Literatura osadnicza jako narracja założycielska Ziemi Lubuskiej. Materiały pokonferencyjne (wspólnie z prof. dr. hab. W. Hładkiewiczem, ZLP i UZ, Zielona Góra 2021);
- Zielona Góra w poezji i prozie. Almanach literacko-fotograficzny (wspólnie z H. Bohutą-Stąpel, ZLP, Zielona Góra 2022);
- Drobiazgi nieprzemilczane. Antologia poezji prozy. Majowe Spotkania Literackie – Żary 2023 (wspólnie z G. Rozwadowską-Bar, ZLP, Zielona Góra 2023);
- Żary w literaturze i malarstwie. Antologia poezji i prozy (wspólnie z G. Rozwadowską-Bar, ZLP, Zielona Góra 2024);
- Żary malowane pędzlem i piórem (wspólnie z G. Rozwadowską-Bar, ZLP, Zielona Góra 2025).

Filmy dokumentalne
- Michał Kaziów. Radość życia (2017)
- Nieparzysta. Opowieść o Annie Tokarskiej (2018)
- Andrzej Krzysztof Waśkiewicz. To, co zostaje (2019)
- Mieczysław J. Warszawski. Gość samego siebie (2020)

Wystawy
- Austeigen (Galeria PO, Biuro Wystaw Artystycznych, Zielona Góra 1988)
- Barwy grzechu (Galeria WSP, Wyższa Szkoła Pedagogiczna, Zielona Góra 1989)

- Piramida – instalacja plastyczna (Świnoujście – rynek, festiwal FAMA 1989)
- Płonąca żyrafa – instalacja plastyczna (Świnoujście – promenada, festiwal FAMA 1989)
- Sen konia trojańskiego – instalacja plastyczna (Świnoujście – promenada, festiwal FAMA 1989)
- Obecni nie tylko w książkach – wystawa z okazji 50-lecia Oddziału ZLP (wspólnie z M. Adamek, Galeria WiMBP, Wojewódzka i Miejska Biblioteka Publiczna im. C. Norwida, Zielona Góra 2011)

- Janusz Koniusz. Twórca i działacz (Galeria WiMBP, Wojewódzka i Miejska Biblioteka Publiczna im. C. Norwida, Zielona Góra 2018)
- Literaci Oddziału ZLP 1961-2021. Dorobek literacki członków ZLP w Zielonej Górze (wspólnie z D. Wolską, Biblioteka Uniwersytetu Zielonogórskiego, Zielona Góra 2021)

Realizacje sceniczne i widowiska
- Cztery strony – happening w klubie „Forum” w Krakowie w 1988 r.,
- Traktat nihilistyczny – performance w klubie „Gęba” w Zielonej Górze w 1988 r.,
- Miasto znów nas urodzi – spektakl parateatralny w klubie „Stodoła” w Warszawie w 1989 r.
- Wypadek – happening w Świnoujściu podczas festiwalu FAMA w 1989 r.
- Agonia słowa – happening w Świnoujściu podczas festiwalu FAMA w 1989 r.
- Głód poezji? – happening w Świnoujściu podczas festiwalu FAMA w 1989 r.
- Narodziny wszechświata – performance w Świnoujściu podczas festiwalu FAMA w 1989 r.
- Traktat nihilistyczny – performance w Świnoujściu podczas festiwalu FAMA w 1989 r.
- Po drugiej stronie unicestwienia w Galerii PO w Zielonej Górze 1990 r.
- Misterium żydowskie w Wojewódzkiej i Miejskiej Bibliotece Publicznej w Zielonej Górze w 1995 r.
- Misterium żydowskie w Klubie Myśli Twórczej „Lamus” w Gorzowie Wielkopolskim 1995 r.

Udział w wydawnictwach zbiorowych
- Wiersze nagrodzone i wyróżnione w XVII Ogólnopolskim Konkursie Poetyckim im. H. Poświatowskiej (Częstochowa 1993)
- Polska miłość ‘93 (Lubin 1994)
- Talenty Jóźwika z Wąglan (Warszawa 1994)
- Zniknęły z dróg ostatnie tabory (MBP, Gorzów 1995)
- Rozpoznani spośród. Almanach młodej poezji zielonogórskiej 1976–1996 (AND, Zielona Góra-Wrocław1997)
- XII Ogólnopolski Konkurs Literacki im. M. Stryjewskiego (Lębork 1997)
- Świat symboli (Radom 1998)
- W Wąglanach po żniwach w poezji (Warszawa 1998)
- Krzyż Drzewo Kwitnące. Na Nowy Wiek, na Nowe Tysiąclecie (Anagram, Warszawa 2000)
- Mieszkam w wierszu. Antologia poezji lubuskiej (Pro Libris, Zielona Góra 2001)
- XXIV Konkurs Literacki (Siedlce 2001).
- Od słowa do słowa. Antologia poezji lubuskiej 2001–2006 (Pro Libris, Zielona Góra 2006)
- I wspomnisz, i pomyślisz o mnie... Pamiątkowa księga wierszy członków ZLP w Zielonej Górze 1961–2011 (Organon, Zielona Góra 2011)
- Krakowska Noc Poetów. Almanach XLV (ZLP, Kraków 2017)
- Niepodległa. Piórem i pędzlem malowana Polska Twoja i Moja (Zielona Góra 2018)
- 42. Międzynarodowy Listopad Poetycki. Almanach (Poznań 2019)
- Literackie początki… Wypowiedzi i utwory pisarzy lubuskich (ZLP, Zielona Góra 2021)
- Jaka wielka jest Warszawa! 51. Antologia Warszawskiej Jesieni Poezji (ZLP, Warszawa 2023)
- 44. Międzynarodowy Listopad Poetycki. Almanach (ZLP, Poznań 2021)
- Mimo wszystko. Almanach poetycki 46. Międzynarodowego Listopada Poetyckiego. Almanach (ZLP, Poznań 2023)
- Ocalone. Antologia wierszy przeciw wojnie (Centralne Muzeum Jeńców Wojennych, Opole 2023)
- Znów wystawimy twarz do słońca. Antologia poezji lubuskiej 2007-2022 (Pro Libris, Zielona Góra 2023)
- Drobiazgi nieprzemilczane. Antologia poezji prozy. Majowe Spotkania Literackie – Żary 2023 (ZLP, Zielona Góra 2023)
- Żary w literaturze i malarstwie. Antologia poezji i prozy (ZLP, Zielona Góra 2024);
- XLIV Ogólnopolski Konkurs Poetycki "Milowy Słup" (Miejska Biblioteka Publiczna, Konin 2024)
- Zanim zasieję ciszę (TAWA, Chełm 2025)

Audycje radiowe i telewizyjne
- Poezja o świcie (Zielonogórska Rozgłośnia Polskiego Radia 1989)
- Podróże obiecane (Radio Zachód 1993)
- W tępocie ostrego uścisku władzy (Radio Zachód 1995)
- Kolaż (program telewizyjny TV-51 1996)

Ważniejsze artykuły naukowe, historycznoliterackie i prasoznawcze:
- Literatura i życie literackie na Środkowym Nadodrzu w latach 1950–1955 – „Orbis Linguarum” 2001, nr 18 (wyd. Uniwersytetu Wrocławskiego), s. 68–82.
- Ludzie literatury i nauki na Środkowym Nadodrzu w dobie średniowiecza i renesansu (z zagadnień historii regionalnej) – „Edukacja Humanistyczna” 2000, nr 4 (11) (rocznik naukowy WSP w Zielonej Górze), s. 87–100.
- Polscy, niemieccy i serbołużyccy twórcy kultury i nauki na Ziemi Lubuskiej w latach 1918–1939 – „Germanistyka” 2001, nr 1 (wyd. Uniwersytetu Zielonogórskiego) s. 191–202;
- Ugrupowania i organizacje literackie w Zielonej Górze – „Studia Zielonogórskie” 2001, t. VII (rocznik naukowy Lubuskiego Towarzystwa Naukowego i Muzeum Ziemi Lubuskiej), s. 95–134.
- Ruch literacki w Zielonej Górze w latach osiemdziesiątych – „Studia Zielonogórskie” 2003, t. IX, s. 91–121.
- Życie literackie w Zielonej Górze w pierwszej połowie lat 70. – „Studia Zielonogórskie” 2005, t. XI, s. 95–116.
- Życie literackie w Zielonej Górze w drugiej połowie lat 70. XX wieku – „Studia Zielonogórskie” 2006, t. XII, s. 147–172.
- Literacka mapa Ziemi Lubuskiej w latach 1945–2010,, [w:] Miejsce i tożsamość. Literatura lubuska w perspektywie poetyki, przestrzeni i antropologii, cz. 2, Wyd. Uniwersytet Zielonogórski, Zielona Góra 2013, s. 101–117.
- Wydawnictwa literackie na Środkowym Nadodrzu od średniowiecza do XX wieku, „Zielonogórskie Studia Bibliotekoznawcze” (rocznik naukowy WiMBP im. C. Norwida) 2013, z. 5, s. 9–24.
- Lubuskie ośrodki Korespondencyjnego Klubu Młodych Pisarzy, „Bibliotekarz Lubuski” 2013, nr 2 (36), s. 57–63.
- Literacka promocja Zielonej Góry pod koniec XX wieku, czyli historia zjawisk artystycznych i wydarzeń kulturalnych, „Studia Zielonogórskie” 2013, t. XIX, s. 49–95.
- O literackim ruchu ludowym na Ziemi Lubuskiej, „Bibliotekarz Lubuski” 2014, nr 1 (37), s. 50–54.
- Dni Literatury Radzieckiej w Zielonej Górze (1974-1989), „Studia Zielonogórskie” 2014, t. XX, s. 63–99.
- O działalności wydawniczej oficyny AND (1993-2003), „Zielonogórskie Studia Bibliotekoznawcze” 2014, z. 6, s. 211–235.
- Twórczość młodych na łamach pisma studenckiego „Faktor” w latach 1975–1992, „Bibliotekarz Lubuski” 2014, nr 2 (38), s. 44–53.
- Robotniczy ruch literacki w Zielonej Górze, „Bibliotekarz Lubuski” 2015, nr 1-2 (39-40), s. 64–71.
- Formy prezentacji twórczych na łamach zielonogórskich czasopism akademickich w latach 1959–2014, „Filologia Polska” (rocznik naukowy UZ) 2015 nr 1, s. 243–260.
- Literackie formy i gatunki na łamach „Gazety Nowej”, „Codziennego Expressu Zachodniego” i tygodnika „Extra” w latach 1990–1994 „Zielonogórskie Studia Bibliotekoznawcze” 2015, z. 7, s. 109–123.
- Robotnicze środowiska pisarskie na Ziemi Lubuskiej w latach 1976–2013, „Zielonogórskie Studia Bibliotekoznawcze” 2015, z. 7, s. 231–254.
- Spotkania z autorami naszego regionu w ramach Czwartków Lubuskich, „Bibliotekarz Lubuski” 2016, nr 1-2(41-42), s. 75–83.
- „Informatory Kulturalne” jako miejskie i wojewódzkie biuletyny informacyjno-artystyczne na Ziemi Lubuskiej (1969-2015), „Zielonogórskie Studia Bibliotekoznawcze” 2016, z. 8, s. 149–170.
- Dwie dekady Lubuskiego Wawrzynu Literackiego (1994-2014) (wspólnie z dr Mirosławą Szott), „Filologia Polska” 2016, nr 2, s. 369–381.
- Lubuska Oficyna Wydawnicza w Zielonej Górze (1989-1996), „Studia Zielonogórskie” 2017, t. XXII, s. 87–103.
- 60 lat Czwartków Lubuskich (1956-2016), „Zielonogórskie Studia Bibliotekoznawcze” 2017, z. 9, s. 237–255.
- Historia i współczesność „Bibliotekarza Lubuskiego” – pisma Wojewódzkiej i Miejskiej Biblioteki Publicznej w Zielonej Górze (1958-2017), „Zielonogórskie Studia Bibliotekoznawcze” 2018, z. 10, s. 69–95.
- Zielonogórskie Festiwale Literackie (2009-2018), „Studia Zielonogórskie” 2018, t. XXIII, s. 111–142.
- Literatura i sztuka na łamach zielonogórskiego miesięcznika „Lubuskie Nadodrze”, „Studia Zielonogórskie” 2019, t. XXIV, s. 109–129.
- Powstanie i historia Oddziału Związku Literatów Polskich (1961-2021), [w:] Literatura osadnicza jako narracja założycielska Ziemi Lubuskiej. Materiały pokonferencyjne (ZLP i UZ, Zielona Góra 2021), s. 31-39[4]
- 60 lat minęło… O historii Oddziału Związku Literatów Polskich, „Ziemia Lubuska”, 2021, nr 7, s. 157–166.
- Środowisko literackie Ziemi Lubuskiej, „Akant” 2022, nr 1 (113), s. 26–28.
- Literaci na Ziemi Lubuskiej w latach 1945–2021, „ReWiry” 2022, nr 10 (3), s. 27–42.
- Lubuski kwartalnik „Pro Libris” w świetle badań podsumowujących 20 lat istnienia, [w:] Oblicza prasy zielonogórskiej. Konteksty lubuskie, pod red. J. Chwastyk-Kowalczyk i A. Bucka, Warszawa 2022, s. 295–300.
- Lubuska X Muza, czyli film o i na Ziemi Lubuskiej (o książce R. Domkego i J. Szymali), „In Gremium” 2023, tom 17.
- 60 lat minęło… Historia Oddziału Związku Literatów Polskich, „Studia Zachodnie” 2023, tom 24.
- Historia slamu poetyckiego, „Pasje Literackie” 2024, nr 17-18, s. 6-8.

Wybrane recenzje naukowe, opracowania historycznoliterackie i szkice krytycznoliterackie:
- Instytucje literackie w Gorzowie Wlkp. w latach 1945–2005 (cz. 1), „Pegaz Lubuski” 2006, nr 5 (21), s. 14–16; Instytucje literackie w Gorzowie Wlkp. w latach 1945–2005 (cz. 2), „Pegaz Lubuski” 2006, nr 6 (22), s. 8–9.
- Stratyfikacja pokoleniowa pisarzy lubuskich (cz. 1) z cyklu „Lubuskie remanenty literackie – wczoraj i dziś”, „Pegaz Lubuski” 2006, nr 7 (23), s. 8–9; Stratyfikacja pokoleniowa pisarzy lubuskich (cz. 2) z cyklu „Lubuskie remanenty literackie – wczoraj i dziś”, „Pegaz Lubuski” 2007, nr 2 (25), s. 8–10.
- Aleksandra Urban-Podolan, „Poezja Bułata Okudżawy. Między poetyką a interpretacją”, „Slavia Orientalis” 2009, nr 4 (wyd. PAN, Warszawa), s. 497–501.
- O liryce i piosence autorskiej Okudżawy, „Pro Libris” 2010, nr 2/3 (31/32), s. 106–109.
- Z historii zielonogórskiego oddziału ZLP, „Pro Libris” 2011, nr 1-2 (34-35), s. 114–116.
- Stan lubuskiej literatury w pierwszej dekadzie XXI wieku, czyli diagnozy i prognozy, „Pro Libris” 2013, nr 1 (42), s. 6–11.
- Korespondencyjny Klub Młodych Pisarzy na Ziemi Lubuskiej w latach 1961–1981 (część I), „Pro Libris 2013”, nr 2 (43), s. 72–81;
- Korespondencyjny Klub Młodych Pisarzy na Ziemi Lubuskiej w latach 1961–1981 (część II), „Pro Libris” 2013, nr 3 (44), s. 70–85;
- Korespondencyjny Klub Młodych Pisarzy na Ziemi Lubuskiej w latach 1961–1981 (część III), „Pro Libris” 2013, nr 4 (45), s. 75–81.
- Intelektualno-materialna wartość zła wspólnego, czyli o książce Jana Kurowickiego, „Autograf” 2015, nr 5 (129), s. 36–37.
- Lubuskie Wawrzyny (wspólnie z Mirosławą Szott), „Pro Libris” 2016, nr 1-4 (54-57), s. 127–148.
- 20-lecie zielonogórskiej oficyny wydawniczej Pro Libris, „Studia Zielonogórskie” 2016, t. XXI, s. 63–74.
- Janusz Koniusz (1934-2017). Wspomnienie o pisarzu – prywatnie i literacko, „Studia Zielonogórskie” 2017, t. XXII, s. 243–252.
- Waśkiewicz po lubusku i nie tylko… (o książce „Andrzej. Andrzej K. Waśkiewicz we wspomnieniach” w oprac. red. Anny Sobeckiej), „Pro Libris” 2018, nr 1-2 (62-63), s. 131–135.
- Helena i Zygmunt Rutkowscy – pierwsi autorzy lubuskich baśni, „Pro Libris” 2018, nr 3-4 (64-65), s. 73.
- Początki baśni lubuskiej (cz. 1), „Pro Libris” 2017, nr 1-4(58-61), s. 106–110;
- Początki baśni lubuskiej (cz. 2), „Pro Libris” 2018, nr 1-2(62-63), s. 63–66;
- Początki baśni lubuskiej (cz. 3), „Pro Libris” 2018, nr 3-4(64-65), s. 80–85.
- Historia Międzynarodowego Konkursu Na Rysunek Satyryczny (1986-2018), „Studia Zielonogórskie” 2018, t. XXIII, s. 97–110.
- Szli na Zachód literaci… (recenzja monografii Kamili Gieby, Lubuska literatura osadnicza jako narracja założycielska regionu), „Filologia Polska” 2020, nr 6 i „ReWiry” 2020, nr 3, s. 17–21.
- Biała dama, czyli legendy i podania z Regionu Kozła (recenzja książki Eugeniusza Kurzawy), „Pasje Literackie” 2020, nr 2-3, s. 13 i „ReWiry” 2020, nr 1, s. 156–157.
- Michał Kaziów (1925-2001), „ReWiry” 2021, nr 4, s. 113–117.
- Pasja według… Urszuli Małgorzaty Benki, „Odra” 2020, nr 9, s. 110–111.
- Modlitwy, elegie i psalmy Agnieszki Ginko, „Akant” 2020, nr 9 (295), s. 41–42.
- Niesforny człowiek, niespokojna dusza… Wspomnienie o Zygmuncie Kowalczuku, „ReWiry” 2020, nr 1, s. 162–170.
- Poetycka historia Wolsztyna, „ReWiry” 2021, nr 2/5, s. 127–130.
- Miłość w czasach pandemii. O twórczości Jerzego B. Zimnego, „ReWiry” 2021, nr 6, s. 23–29.
- Na przekór starości, czyli jak być znowu małą dziewczynką, „Pro Libris” 2021 nr 1-2 (74-75), s. 139–141.
- Spowiedź rozrachunkowa Renaty Diaków, „ReWiry” 2021, nr 6, s. 37–41.
- Gorzowscy literaci pod skrzydłami pegaza, „ReWiry” 2021, nr 7/4/2021, s. 127–131.
- Henryk Szylkin (1928-2022). Ostatni pionier lubuskiej literatury, „Ziemia Lubuska” 2022, nr 8, s. 213–219.
- Zbigniew Ryndak (1935-2021) – lubuski literat i dziennikarz, „Ziemia Lubuska” 2022, nr 8, s. 221–228.
- Lubuskość – czytanie poetyckiego miejsca regionu (o książce M. Szott), „Filologia Polska” 2022, nr 8, s. 341–348.
- Lubuski kwartalnik „Pro Libris” w świetle badań podsumowujących 20 lat istnienia (o szkicu monograficznym Jolanty Chwastyk-Kowalczyk) „Pro Libris” 2023, nr 1-2 (82-83), s. 127- 130.
- Przebudzenie poezji po długoletniej drzemce (o tomiku Grażyny Rozwadowskiej-Bar), „Gazeta Kulturalna” 2023, nr 12 (328), s. 9-10.
- Filozofia poezji (o tomiku U. M. Benki), „Migotania” 2024, nr 2 (83), s. 80-81.
- Wylęganie świata w konwencji Beaty Patrycji Klary-Stachowiak, „Migotania” 2024 nr 4 (85), s. 82-83.
- Nowy głogowski almanach poezji i prozy, „ReWiry” 2025, nr 2 (21), s. 127-130.
- Żary w poezji, prozie i malarstwie, „ReWiry” 2025, nr 2 (21), s. 100-102.

Udział w międzynarodowych i krajowych konferencjach naukowych:
- komunikat Prezentacja lubuskiej poezji współczesnej podczas konferencji „Literatura i media” zorganizowanej w trakcie Zjazdu Związku Pisarzy Brandenburgii w Sevekov k. Wittstock (Niemcy), 7–8 października 1999 r.
- referat Organizacje i ugrupowania literackie na Ziemi Lubuskiej w latach 1945–2000 podczas seminarium naukowego z okazji 40-lecia oddziału Związku Literatów Polskich w Zielonej Górze, Zielona Góra, 13 października 2001 r.
- referat Literatura, kultura i nauka na Ziemi Lubuskiej w epoce pozytywizmu i modernizmu podczas I Międzynarodowej Konferencji Naukowej „Słowianie w Europie – historia, kultura, język” zorganizowanej przez Uniwersytet Jagielloński – Szklarska Poręba, 23–25 października 2003 r.
- referat Ludzie pióra na Ziemi Lubuskiej od średniowiecza do oświecenia wygłoszony podczas VI Międzynarodowej Konferencji Slawistycznej „Świat Słowian w języku i kulturze” zorganizowanej przez Uniwersytet Szczeciński – Pobierowo, 22–24 kwietnia 2004 r.
- referat Literacka mapa Ziemi Lubuskiej w latach 1945–2010 wygłoszony trakcie konferencji naukowej „Miejsce i tożsamość. Literatura lubuska w perspektywie poetyki, przestrzeni i antropologii” w Zielonej Górze, 15–16 listopada 2011 r.
- referat Wydawnictwa literackie na Środkowym Nadodrzu w latach 80. i 90. XX wieku wygłoszony w ramach Konwersatorium Bibliotekoznawczego w Wojewódzkiej i Miejskiej Bibliotece Publicznej im. C. Norwida w Zielonej Górze, 21 lutego 2012 r.
- referat Literatura na łamach „Gazety Nowej”, „Codziennego Expressu Zachodniego” i tygodnika „Extra” w latach 1990–1994 wygłoszony w czasie konferencji naukowej ph. „Prasa codzienna Ziem Zachodnich po 1945 roku” w Gorzowie Wielkopolskim, 19 listopada 2014 r.
- referat Informatory kulturalne” jako miejskie i wojewódzkie pisma artystyczne na Ziemi Lubuskiej (1969-2015) wygłoszony podczas konferencji naukowej ph. „Kultura na łamach prasy Ziem Zachodnich po 1945 roku” w Zielonej Górze, 25 listopada 2015 r.
- komunikat Pisarze lubuscy – dr Michał Kaziów wygłoszony w trakcie międzynarodowego seminarium „Poznajmy się nawzajem” w Bibliotece Krajowej im. Karola Kmeťka w Nitrze, Słowacja, 29 września 2016 r.
- komunikat Osoba z niepełnosprawnością w agendach i filiach Wojewódzkiej i Miejskiej Biblioteki Publicznej im. C. Norwida w Zielonej Górze wygłoszony podczas Międzynarodowej Konferencji Naukowej „Osoby z niepełnosprawnością w Bibliotece. Inkluzja w świecie informacji i kultury. Teoria i praktyka” w Zielonej Górze, 8–9 listopada 2016 r.
- referat Historia i współczesność „Bibliotekarza Lubuskiego” – pisma zielonogórskiej Biblioteki wygłoszony podczas konferencji naukowej ph. „Czasopisma społeczne, kulturalne, artystyczne i literackie we współczesnej bibliotece” w Zielonej Górze, 8–9 listopada 2017 r.
- referat Mulitkreacja i multiedukacja, czyli wieloaspektowa aktywizacja, animacja i kreacja biblioteczna wygłoszony w trakcie Międzynarodowej Konferencji Naukowej „Biblioteki multimożliwości. Nowe technologie i nowe przestrzenie” w Zielonej Górze w dniach 4–5 grudnia 2018 r.
- referat Powstanie i historia oddziału ZLP (1961-2021) w trakcie Konferencji Literacko-Naukowej Literatura osadnicza jako narracja założycielska Ziemi Lubuskiej z okazji 60-lecia Oddziału ZLP w Zielonej Górze, Biblioteka Uniwersytetu Zielonogórskiego, 13 października 2021 r.[4]